# Giulio Santarelli
Giulio Santarelli (Marino, 22 novembre 1935) è un politico italiano.

## Biografia
Esponente del Partito Socialista Italiano, dal 1961 al 1967 è sindaco di Marino con il sostegno determinante della Democrazia Cristiana. Attraverso la mediazione del senatore DC Zaccaria Negroni, si realizza così una delle prime forme di applicazione del centrosinistra.
Tra il 1977 e il 1983 ricopre la carica di Presidente della Regione Lazio; quindi viene eletto alla Camera dei deputati alle elezioni politiche del 1983 nelle file del Partito Socialista Italiano, è riconfermato deputato con lo stesso partito alle elezioni politiche del 1987. Nella IX legislatura è sottosegretario al Ministero dell'agricoltura e delle foreste nel primo governo Craxi (1983-1986), primo governo a guida socialista e terzo governo più longevo della storia repubblicana italiana. Viene confermato allo stesso posto dal secondo governo Craxi (1986-1987).
Nella X legislatura è sottosegretario al ministero delle partecipazioni statali sia sotto il governo Goria che nel governo De Mita, sostenuti entrambi dal Pentapartito. Quest'ultima volta giura il 14 aprile 1988, ma presenta le sue dimissioni dalla carica all'inizio dell'anno seguente, dimissioni accettate il 2 marzo 1989. Viene sostituito da Sebastiano Montali. Ha terminato il suo mandato di deputato il 22 aprile 1992.
Dopo una breve parentesi, si candida in occasione delle elezioni regionali laziali del 1995 nella lista denominata "Socialisti Laici - Sinistra Liberale", apparentata con la Lista Marco Pannella. Pur risultando il candidato più votato della lista, non viene eletto.
Contemporaneamente è consigliere regionale nel Lazio. Dal 1990 al 1992, è stato di nuovo sindaco di Marino.
Nel 2001 è nominato presidente dell'Arsial, l'agenzia regionale per lo sviluppo dell'agricoltura, carica che ha ricoperto fino al 2005.
Dal 1985 segue con la sua famiglia la produzione di vini di varie tipologie presso la sua proprietà agricola in località Castel de' Paolis.